# Szomália zászlaja
Szomália zászlaja Szomália nemzeti jelképe. A zászló kék alapszínét az ENSZ-lobogó kék mezője inspirálta. A csillag öt ága azt az öt országot képviseli, ahol szomáli eredetű népesség él (Szomália olasz gyarmat, Brit-Szomália, Etiópia, Kenya, Dzsibuti).